# Cécile Alzina
Cécile Alzina (* 25. Juni 1981 in Nizza) ist eine ehemalige französische Snowboarderin. Sie startete in der Disziplin Halfpipe.

## Werdegang
Alzina nahm im März 1998 in Morzine erstmals am Snowboard-Weltcup der FIS teil, wobei sie die Plätze 20 und 17 errang. In den folgenden Jahren belegte sie bei den Juniorenweltmeisterschaften 1999 auf der Seiser Alm den 12. Platz, bei den Juniorenweltmeisterschaften 2000 in Berchtesgaden den 13. Rang und bei den Juniorenweltmeisterschaften 2001 in Nassfeld den 14. Platz. Nach Platz 22 in Valle Nevado zu Beginn der Saison 2001/02, erreichte sie mit Platz drei in Tignes ihre erste Podestplatzierung sowie Top-Zehn-Platzierung im Weltcup und holte in Alpe d’Huez ihren einzigen Weltcupsieg. Sie wurde damit Siebte im Halfpipe-Weltcup. Bei den Weltmeisterschaften im Februar 2003 am Kreischberg errang sie den achten Platz. In der Saison 2005/06 siegte sie bei den französischen Meisterschaften und belegte mit vier Top-Zehn-Platzierungen den 14. Platz im Halfpipe-Weltcup. Beim Saisonhöhepunkt, den Olympischen Winterspielen 2006 in Turin, kam sie auf den 19. Platz. Ihren 28. und damit letzten Weltcup absolvierte sie im November 2006 in Saas-Fee, welchen sie auf dem siebten Platz beendete.

## Teilnahmen an Weltmeisterschaften und Olympischen Winterspielen

### Olympische Winterspiele
- 2006 Turin: 19. Platz Halfpipe

### Snowboard-Weltmeisterschaften
- 2003 Kreischberg: 8. Platz Halfpipe

## Weltcupsiege und Weltcup-Gesamtplatzierungen

### Weltcupsiege
| Nr. | Datum           | Ort         | Disziplin |
| --- | --------------- | ----------- | --------- |
| 1.  | 13. Januar 2002 | Alpe d’Huez | Halfpipe  |

### Weltcup-Gesamtplatzierungen
| Saison    | Gesamt / Freestyle | Gesamt / Freestyle | Halfpipe | Halfpipe |
| Saison    | Punkte             | Platz              | Punkte   | Platz    |
| --------- | ------------------ | ------------------ | -------- | -------- |
| 1997/98   | 31                 | 127.               | 250      | 57.      |
| 1999/2000 | 12                 | 127.               | 130      | 61.      |
| 2000/01   | –                  | –                  | 420      | 44.      |
| 2001/02   | –                  | –                  | 2590     | 7.       |
| 2002/03   | –                  | –                  | 490      | 34.      |
| 2003/04   | –                  | –                  | 270      | 45.      |
| 2004/05   | –                  | –                  | 816      | 23.      |
| 2005/06   | 1710               | 48.                | 1710     | 14.      |
| 2006/07   | 360                | 85.                | 360      | 34.      |